# Marcelo Soares
Marcelo Gomes Soares (* 9. März 1982 in Maceió) ist ein ehemaliger brasilianischer Fußballspieler.

## Karriere
Soares spielte in seiner brasilianischen Heimat für den J. Malucelli Futebol. 2008 wechselte er zum Zweitligisten AA Ponte Preta. 2009 wechselte er auf Leihbasis zum japanischen Zweitligisten Vegalta Sendai. Für Sendai bestritt er 34 Zweitligaspiele und schoss dabei 16 Tore. 2009 gewann er mit dem Verein den J2 League und erreichte er das Halbfinale des Kaiserpokal. 2010 kehrte er nach Brasilien zurück und unterschrieb einen Vertrag beim Zweitligisten Guaratinguetá Futebol. Danach spielte er bei Comercial FC (Ribeirão Preto), Sampaio Corrêa FC und Rio Branco EC. 2013 wechselte er zum Zweitligisten AD São Caetano. Am Ende der Série B 2013 stieg der Verein in die dritte Liga ab.

## Erfolge
Vegalta Sendai
- Japanischer Zweitligameister: 2009